# Carl Baierl
Carl Baierl, auch Karl Baierl (* 11. Juni 1895 in Wien; † 1977) war ein österreichisch-deutscher Komiker und Volksschauspieler.

## Leben und Wirken
Baierl erhielt eine Ausbildung zum Goldschmied, danach nahm er Schauspielunterricht. Der gebürtige Wiener kam 1918 nach München, wo er als Kabarettist, Volksschauspieler und Charakterkomiker an dortigen Bühnen auftrat. Anschließend war Carl Baierl viele Jahre lang Angehöriger des Ensembles der Kleinkunstbühne Platzl. Seit 1952 stand er vor der Kamera (in Film und Fernsehen). Dort verkörperte er zumeist bajuwarische und ländliche Typen, anfänglich vor allem in Heimatfilmpossen.
Vier Jahre nach seinem Tod wurde im Münchener Stadtteil Neuperlach der Carl-Baierl-Bogen nach ihm benannt.

## Filmografie
- 1952: Der weißblaue Löwe
- 1954: Das sündige Dorf
- 1957: Heiraten verboten
- 1957: Der Bauerndoktor von Bayrischzell
- 1959: Der Komödienstadel: Der zerbrochene Krug
- 1960: Eine Frau fürs ganze Leben
- 1961: Funkstreife Isar 12 (Fernsehserie) – Der Unentbehrliche
- 1962: Funkstreife Isar 12 (Fernsehserie) – Hausmittel wirken Wunder
- 1963: Funkstreife Isar 12 (Fernsehserie) – Achtung, Kinderfreund
- 1963: Als ich noch der Waldbauernbub war
- 1963: Aus meiner Waldheimat
- 1963: Der Komödienstadel: Der Geisterbräu
- 1964: Der Komödienstadel: Die Tochter des Bombardon
- 1964: Das Kriminalmuseum (Fernsehserie) – Der stumme Kronzeuge
- 1964: Das Kriminalmuseum (Fernsehserie) – Akte Dr. W.
- 1964: Sie schreiben mit (Fernsehserie) – Nicht träumen Marie
- 1965: Der Komödienstadel: Die Stadterhebung
- 1965: Die Pfingstorgel (Fernsehfilm)
- 1966: Das Bohrloch oder Bayern ist nicht Texas
- 1966: Kommissar Freytag (Fernsehserie) – Hundertstel Blende Acht
- 1968: Graf Yoster gibt sich die Ehre (Fernsehserie) – Fiat Justitia
- 1971: Königlich Bayerisches Amtsgericht (Fernsehserie) – Die neue Magd
- 1972: Der Kommissar (Fernsehserie) – Schwester Ignatia